# Acaena exigua
Acaena exigua este o specie de plante pe cale de dispariție din familie Rosaceae, cunoscută sub numele comun de liliwai. Era endemică în Hawaii, unde erau întâlnite în insula Kauai și în vestul insulei Maui. Aceasta nu a mai fost văzută din anul 1957 și a fost considerată dispărută până în 1997, când un exemplar a fost descoperit într-o mlaștină îndepărtată din munții de pe Maui. Planta a murit în 2000, iar specia este acum considerată dispărută.

## Legături externe
- en USDA Plants Profile
- en The Nature Conservancy Arhivat în 23 noiembrie 2002, la Wayback Machine.